# Adnan al-Hamdani
Adnan Husajn al-Hamdani (ur. 1940) – iracki polityk, członek partii Baas, minister, w latach 1977-1979 członek Rady Dowództwa Rewolucji.

## Życiorys
Pochodził z rodziny szyickiej. Po przejęciu władzy w Iraku przez partię Baas po zamachu stanu w 1968  powierzono mu stanowisko dyrektora generalnego ds. spółek naftowych w krajowym Ministerstwie Ropy Naftowej. W 1970 był dyrektorem kancelarii prezydenta Iraku. W 1974 wszedł do Przywództwa Regionalnego irackiej partii Baas. Brał udział w negocjacjach z prywatnymi firmami zakończonych nacjonalizacją irackiego przemysłu naftowego w 1972. Był bliskim współpracownikiem i protegowanym Saddama Husajna. W 1977 został włączony w poczet członków rządzącej Irakiem Rady Dowództwa Rewolucji. Równocześnie ponownie powierzono mu kierowanie kancelarią prezydenta Iraku. W 1978 został wicepremierem kraju i ministrem młodzieży.
Dwa lata później, mimo wieloletniej znajomości z Saddamem Husajnem, padł ofiarą wewnętrznej czystki w irackich władzach. Podobnie jak 21 innych działaczy partyjnych, w tym czterech członków Rady (Muhammad Ajisz, Ghanim Abd al-Dżalil, Muhji Abd al-Husajn Maszhadi i Muhammad Mahdżub) został oskarżony o przygotowywanie zamachu stanu w porozumieniu z konkurencyjną syryjską partią Baas. Wszyscy zostali skazani na śmierć. Polityków zmuszono do złożenia samokrytyki, co nagrano i wyemitowano w państwowej telewizji. Saddam Husajn, przewodniczący trybunału specjalnego Na'im Haddad i pozostali członkowie Rady brali następnie osobisty udział w wykonywaniu wyroków śmierci.